# London Keyes
Pour les articles homonymes, voir Keyes.
London Keyes, de son vrai nom Cora Birdwell, née le 18 août 1989 à Seattle dans l'État de Washington, est une actrice de films pornographiques américaine.

## Biographie
London Keyes est née le 25 août 1990 à Seattle. Métisse d'origines caucasiennes et asiatiques, elle est née d'un père américain et d'une mère japonaise.
Strip-teaseuse à la fin de son adolescence, c'est à l'âge de 19 ans, en 2008, qu’elle entame sa carrière d'actrice dans le milieu de l'industrie pornographique. Sa première scène anale, qui va alors propulser sa carrière professionnelle, est tournée en compagnie de Manuel Ferrara et Asa Akira dans un film intitulé L for London, mis en scène par le producteur Jonni Darkko, et dont elle tient le rôle principal.
London est par la suite nommée aux AVN Awards dans la catégorie Best New Starlet en 2010.
En 2011, elle est classée 18e de la liste des « 50 Actrices Pornographiques Asiatiques les Plus Sexy de Tous les Temps » par le magazine new-yorkais Complex.
Elle apparaît en 2013 dans le clip Kiss Land de The Weeknd aux côtés des actrices Bonnie Rotten et Asphyxia Noir.
London vit aujourd’hui à Barcelone où elle pratique l'escorting de luxe.

## Récompenses et nominations
- 2010 : AVN Award nommée – Best All-Girl Group Sex Scene – Girlgasmic 02 (avec Allyssa Hall, Nicole Ray, Emy Reyes et Tanner Mayes)[5]
- 2010 : AVN Award nommée – Best New Starlet
- 2010 : XBIZ Award nommée – New Starlet of the Year
- 2011 : Urban X Award nommée – Best Girl Girl Sex Scene – Sophie Dee’s Pussy Adventures (avec Sophie Dee et Asa Akira)[6]
- 2011 : XBIZ Award nommée – Web Babe of the Year – LondonKeyes.com
- 2012 : AVN Award nommée – Best Oral Sex Scene – L for London
- 2012 : Urban X Award nommée – Orgasmic Oralist of the Year
- 2012 : Urban X Award nommée – Best 3 Way Sex Scene – Jynx Maze is a Sex Addict (avec Jynx Maze et Manuel Ferrara)
- 2012 : Urban X Award nommée – Best Anal Sex Scene – L is for London (avec Asa Akira et Manuel Ferrara)
- 2012 : Urban X Award nommée – Best Anal Sex Scene – Kelly Divine is Buttwoman (avec Kelly Divine et Lexington Steele)
- 2012 : Urban X Award nommée – Best Couple Sex Scene – L is for London (avec Lexington Steele)
- 2012 : XBIZ Award nommée – Porn Star Site of the Year – LondonKeyes.com
- 2013 : AVN Award nommée – Best Double Penetration Sex Scene – Sexual Tension Raw and Uncut (avec Nacho Vidal et Toni Ribas)
- 2013 : XBIZ Award nommée – Best Scene (Gonzo/Non-Feature Release) – Sexual Tension Raw and Uncut (avec Nacho Vidal et Toni Ribas)[7]
- 2015 : AVN Award nommée — Fan Award: Hottest Ass
- 2016 : AVN Award nommée — Best Oral Sex Scene — Fluid Vol.3
- 2016 : AVN Award nommée — Fan Award: Best Boobs
- 2016 : XBIZ Award nommée — Best Scene All-Girl Sex Scene — Spontaneass 2 (avec Penny Pax, Lea Lexis et Jodi Taylor)

## Filmographie sélective
Le nom du film est suivi du nom de ses partenaires lors des scènes pornographiques.
- 2008 : Teens With Tits 13 avec John Strong
- 2009 : Girlgasmic 2 avec Allyssa Hall, Emy Reyes, Nicole Ray et Tanner Mayes
- 2010 : The Big Lebowski: A XXX Parody avec Briana Blair et Steve Holmes
- 2011 : Big Wet Asses 20 avec Erik Everhard
- 2012 : Asian Anal Assault avec Nacho Vidal
- 2013 : Asian Lovin avec Asa Akira (scène 1) et Evelyn Lin (scène 4)
- 2014 : Lesbian Adventures: Strap-On Specialists 07 avec Sara Luvv
- 2015 : I Like Girls avec Sarah Vandella
- 2016 : Desperate For Pussy 2 avec Mia Lelani (scène 2) et Summer Brielle (scène 5)
- 2017 : Asians Want The Tongue avec Alix Lynx (scène 2), Mia Lelani (scène 5, 7, 11) et Marica Hase (scène 12)
- 2018 : Flawless Tits 2 avec Manuel Ferrara